# アオモジ
アオモジ（青文字、学名: Litsea cubeba）は、クスノキ科ハマビワ属に分類される落葉小高木の1種である。雌雄異株（雄花と雌花が別の個体につく）であり、3–4月の葉の展開前か同時期に開花する（図1）。果実は液果、9–10月に黒紫色に熟す。果実にはレモンのような芳香と辛味があり、ショウガノキやコショウノキともよばれる。南アジアから日本（本州南部から南西諸島）を含む東アジア南部、東南アジアに分布する。精油を多く含み、中国では精油生産のために栽培され、また果実や種子は生薬や香辛料として利用される。

## 特徴
落葉性の小高木であり、高さ3–5(–10)メートル (m)、幹の直径15センチメートル (cm) ほどになる。精油を含み、葉や枝、材には芳香がある。樹皮は、若木では緑褐色、成木になると茶褐色で平滑だが縦に浅く裂け、灰色の皮目が縦に並ぶ。新枝は暗緑色で無毛、2–3年後に皮目ができる。冬芽のうち、葉芽は紡錘形、長さ7–15ミリメートル (mm)、2–3枚の大きな芽鱗に包まれ葉状、花芽はやや扁平な球形、総苞片に包まれ、柄は湾曲して下向き、長さ約1センチメートル (cm)。葉痕は半円形から三日月形で隆起し、維管束痕は1個。
葉は互生。葉身は長楕円状、4–15 × 1–4.5 cm、先端は長く鋭く尖り、基部はくさび形、全縁、薄い洋紙質、表面は鮮緑色、裏面は粉白を帯び、はじめは表面の主脈上に毛があるが、のちに両面とも無毛、葉脈は羽状（側脈は6–16対）。葉柄は長さ 0.6–2.5 cm。
雌雄異株、花期は2–4月で葉の展開と同時かやや先立って咲く（図1）。前年の葉腋か生じた短枝に4–6個の花からなる集散花序を2–4個つけ、花序柄は長さ 5–12 mm。花序は雄花序の方が雌花序よりやや大きく、雄花序は枝にびっしりとついた感じ、雌花序はバラついた感じになる。雄花序の総苞片は4–5個、卵円形、長さ約 6 mm、雌花序の総苞片は3–4個、白色、長さ約 4 mm（図2a）。雄花・雌花とも花被片は6枚、白色、楕円形、雄花では長さ約 3 mm、雌花では長さ約 2.5 mm、いずれも花後に脱落する。雄花の雄しべは長さ約 3 mm、9個で3個ずつ3輪、最内輪の雄しべの花糸には1対の黄色い有柄腺体がつき、葯は内向、黄色、4室、花の中央に退化した長さ 1 mm ほどの雌しべが1個ある（図2a）。雄花は9個（3個ずつ3輪）の仮雄しべがあり、最内輪の仮雄しべの花糸には1対の腺体がつき、花の中央には長さ 2.5 mm ほどの雌しべが1個、子房は球形、花柱は短く長さ約 1 mm、柱頭は広がり裂ける。
果実は液果、球形、直径 5–6 mm、7–10月に赤色、やがて黒紫色に熟す。果柄はあまり肥大せず、長さ 4–6 mm、果托は果実の基部を包まない。種子は倒卵状球形、茶褐色から暗褐色、基部が隆起し、縦隆条が目立つ（図2b）。

## 分布・生態
バングラデシュ、チベット、中国南部、本州西部、九州西南部、南西諸島、台湾、インドシナ半島、マレー半島、スマトラ島、ジャワ島、ボルネオ島に分布する。本州では岡山県、山口県に分布していたが、近年では西日本（愛知県以西）の都市部周辺を中心に分布を広げている。
成長速度が極めて速く、明るい場所で生育し、先駆樹の性質をもつ。若い個体でも実をつけ、また萌芽更新しやすく再生力が強い。
果実は鳥などによって被食され、種子散布される。

## 利用
果実からは重量比3–5%ほどの精油が抽出され、精油の主成分はゲラニアール（27.5–50.0%）、ネラール（23.6–37.4%）、D-リモネン（0.7–18.8%）である。この精油は食品や化粧品の香料、アロマオイル、ビタミンA、E、Kの原料などとして利用されている。これらの用途のため栽培されており、中国ではアオモジ精油の年間生産量は2,000トンに達し、その3/4がアメリカ、イギリス、フランス、ドイツ、オランダなどに輸出されている（2016年時点）。
乾燥した果実は、漢方において駆風薬、利尿薬、去痰薬、刺激薬、健胃薬、鎮静薬として利用される。果実以外にも、樹皮、葉、根を民間薬に用いることもある。
種子（上図2b）にはレモンのような柑橘系の香りとほのかな辛み・渋みがあり、台湾原住民であるタイヤル族は馬告（マーガオ）とよんで古くから香辛料として利用している。また、未熟な果実は、サラダやピクルスに利用されることがある。
材には芳香があり、爪楊枝などの材料とされる。また、早春の花の少ない時期の生花として、広く利用されている。

## 名称
「アオモジ」の名は、幹や枝の緑色であり、近縁種のクロモジのように黒くならないためとされる。
中国名は山雞椒、山胡椒、山蒼樹など。

## 分類
以下の2変種に分けられることがある。
表1. アオモジの分類
- アオモジ Litsea cubeba (Lour.) Pers. (1806)
  - Litsea cubeba var. cubeba[19]
シノニム: Actinodaphne citrata (Blume) Hayata (1913); Aperula oxyphylla (Nees) Blume (1851); Benzoin aromaticum (Brandis) Rehder (1919); Benzoin oxyphyllum (Nees) Kuntze (1891); Cylicodaphne citrata (Blume) Kostel. (1833); Daphnidium oxyphyllum Nees (1831); Laurus piperita Meisn. (1864); Lindera aromatica Brandis (1905); Lindera citrata (Blume) Koidz. (1926); Lindera dielsii H.Lév. (1912); Lindera oxyphylla (Nees); Hook.f. (1886); Lindera reticulosa Kosterm. (1974); Litsea citrata Blume (1826); Litsea cubeba f. glabrata (Diels) N.Chao & J.S.Liu (1988); Litsea cubeba f. obtusifolia Yen C.Yang & P.H.Huang (1978); Litsea dielsii (H.Lév.) H.Lév. (1915); Litsea mollifolia var. glabrata (Diels) Chun (1934); Litsea mollis var. glabrata Diels (1900); Litsea piperita Mirb. (1805); Malapoenna citrata (Blume) Kuntze (1891); Malapoenna oliveriana Kuntze (1891); Tetranthera angustifolia Zoll. ex Meisn. (1864), not validly publ.; Tetranthera citrata (Blume) Nees (1836); Tetranthera diepenhorstii Miq. (1861); Tetranthera floribunda Champ. ex Benth. (1853); Tetranthera oxyphylla Wall. (1830), not validly publ.; Tetranthera polyantha Wall. ex Nees (1831)
小枝、芽、葉身両面、花序は無毛[10]。
  - Litsea cubeba var. formosana (Nakai) Yen C.Yang & P.H.Huang (1978)[20]
シノニム: Aperula formosana Nakai (1938)
小枝、芽、葉身裏面、花序は有毛[10]。